# Buchnera palustris
Buchnera palustris là loài thực vật có hoa thuộc họ Cỏ chổi. Loài này được (Aubl.) Spreng. mô tả khoa học đầu tiên năm 1825.